# Magenta
Magenta, coloración similar al fucsia, es una denominación para los colores que pueden variar del rosa intenso al púrpura saturado. Su uso está relacionado con la actual teoría del color, en donde se define como un color importante dentro de los círculos cromáticos, cumpliendo el rol tanto de color primario sustractivo (CMYK), como de secundario aditivo (RGB), y reemplaza al púrpura del modelo tradicional de su lugar como intermedio entre el rojo y el azul.
Los colores similares al magenta son denominados "magentosos".
|            | Magenta                | Magenta (quinacridona) |
| HTML       | #FF00FF                | #FF0090                |
| CMYK       | (27, 82, 0, 0)*        | (0, 100, 0, 0)         |
| RGB        | (255, 0, 255)          | (255, 0, 144)          |
| HSV        | (300°, 100 %, 100 %)   | (326°, 100 %, 100 %)   |
| Referencia | CSS / HTML / VGA / X11 | [ 3 ]                  |

* Los valores CMYK del magenta sRGB son aproximados, puesto que el magenta de este espacio de color está fuera de la mayoría de gamuts CMYK.

## Historia y propiedades

### El colorante fucsina

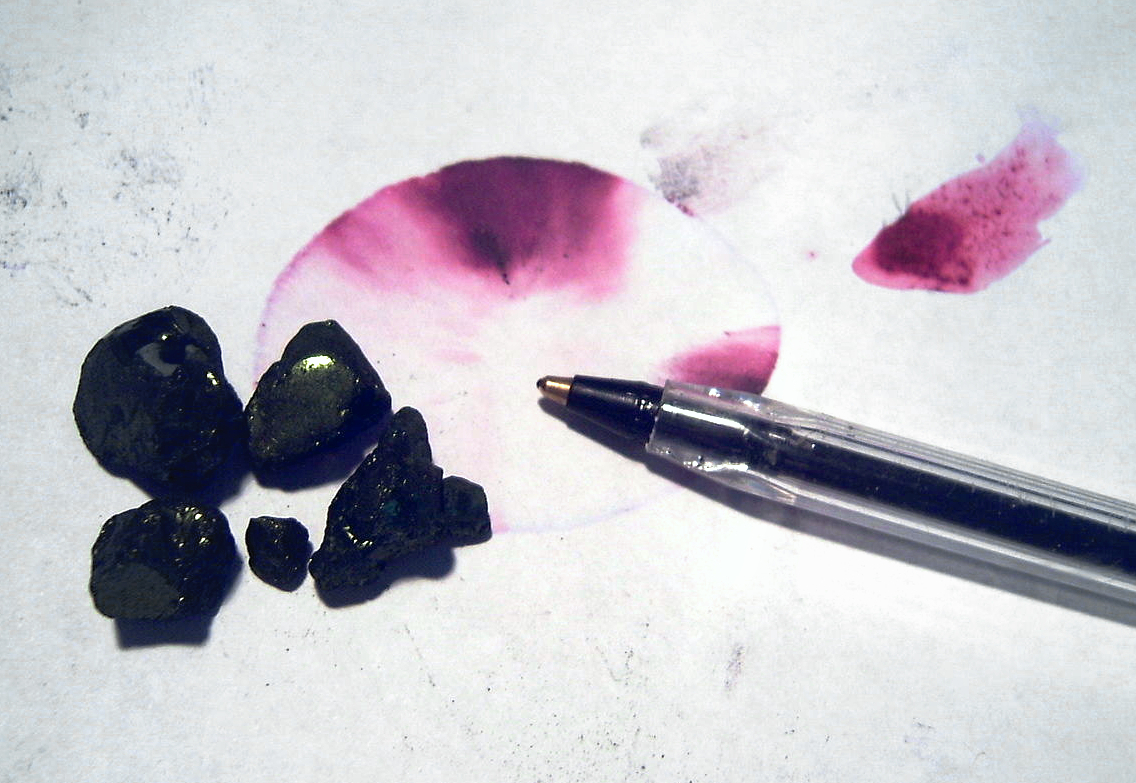
Fucsina básica ((H_{2}NC_{6}H_{4})_{3}CCl) para tinciones de laboratorio. Viene en cristales de color verde oscuro, de los cuales se desprende el colorante magenta al humedecerlos con alcoholes o con agua.

«Magenta», como nombre de color, se usó por primera vez para referirse al colorante fucsina (hidrocloruro de rosanilina, C20H19N3·HCl), que daba un tinte descrito como rojo violeta, que podía hacerse virar al violeta.
La fucsina fue descubierta en forma independiente y casi simultánea por August Wilhelm von Hofmann y François-Emmanuel Verguin en 1858, siendo comercializada por la firma Renard frères et Franc, de Lyon, Francia. Fue Renard quien bautizó a este colorante con el nombre de «fucsina» debido a que en la tinción de lana y de seda daba un color similar al de las flores de la fucsia (Fuchsia sp.), y a que renard («zorro» en francés) es fuchs en alemán.
La fucsina se utilizó inicialmente como colorante textil y —polémicamente, ya que es tóxica— para colorear vinos. Como tinte para telas tuvo inmediatamente un gran éxito debido a su color intenso, a pesar de que se decoloraba rápidamente por efecto de la luz. Estaba muy en boga para 1860, cuando los franceses rebautizaron al color de la fucsina como «magenta» en alusión a la sangre derramada en la batalla de Magenta, ocurrida en la localidad lombardo–véneta de Magenta, en Italia.
Actualmente, el tinte original de fucsina continúa usándose, y se han desarrollado variantes químicas que se aplican a diferentes propósitos. Todavía se llaman «fucsina» y «magenta», aunque también se los conoce por otros nombres. Su principal área de empleo es en bioquímica y medicina, donde se los usa para hacer tinciones en preparados histológicos.

### Complementariedad
En todos los sistemas de cromosíntesis mencionados, el color complementario del magenta es el verde.

## Magenta sustractivo (color primario)

Producción de colores a partir de los primarios del sistema sustractivo. Mezclando cian, magenta y amarillo se obtienen los secundarios rojo, verde y azul, y por mezclas sucesivas todos los demás colores.

Magenta es, junto con el amarillo y el cian, un color primario del modelo de color CMY y como tal son sinónimos los nombres rojo magenta o rojo primario.
Cuando se trabaja con pigmentos de cualquier clase (pinturas, colorantes, tintas) basta con mezclar los tres colores primarios en diferentes proporciones para obtener todos los demás, con el agregado de negro y ocasionalmente de blanco para lograr una tonalidad más clara o más oscura.
En el procedimiento de impresión por cuatricromía (que se usa para imprimir, por ejemplo, libros y revistas en color) también juega un papel fundamental el magenta, ya que esta técnica también emplea los colores primarios sustractivos con el agregado de negro. De allí que un color para cuatricromía se describa mediante el porcentaje de cada uno de estos cuatro colores que entra en su composición. Así, un área impresa en color magenta puro estará compuesta por C=0 (0 % de cian), M=100 (100 % de magenta), Y=0 (0 % de amarillo) y K=0 (0 % de negro). Véase CMYK.
En el cuadro de la derecha se proporciona una muestra de este magenta sustractivo o pigmentario «de imprenta». Se ha tratado de simular la coloración de la tinta magenta pura lo mejor posible mediante el sistema de mezcla de colores que utiliza el monitor.

### Magenta pictórico
Los colores para pintura artística que se encuentran en el comercio bajo la denominación cromática de «magenta» suelen estar elaborados con quinacridonas, colorantes magenta desarrollados en los años 1930. Usualmente son más oscuros que el magenta de cuatricromía, debido a que los artistas pueden diluir o aclarar los colores al hacer sus mezclas. El magenta para cuatricromía, en cambio, es relativamente claro para que su valor no difiera mucho del de la tinta amarilla con que debe combinarse.

Algunas ejemplos de magenta pictórico:
| Nombre                 | Muestra | Cod. Hex. | RGB | RGB | RGB | HSV  | HSV  | HSV  |
| ---------------------- | ------- | --------- | --- | --- | --- | ---- | ---- | ---- |
| Magenta (Crayola)      |         | #F653A6   | 246 | 83  | 166 | 329° | 66%  | 97%  |
| Magenta primario       |         | #FF0090   | 255 | 0   | 144 | 326° | 100% | 100% |
| Magenta (normalizado)  |         | #F50087   | 245 | 0   | 135 | 327° | 100% | 96%  |
| Magenta (Pantone)      |         | #D0417E   | 208 | 65  | 126 | 334° | 69%  | 82%  |
| Magenta (inespecífico) |         | #D40D7D   | 212 | 13  | 125 | 326° | 94%  | 83%  |
| Magenta (acuarela)     |         | #9E0255   | 158 | 2   | 85  | 328° | 99%  | 62%  |
| Magenta (óleo)         |         | #900036   | 144 | 0   | 54  | 338° | 100% | 56%  |

### Otros ejemplos
| Nombre                 | Muestra | Cod. Hex. | RGB | RGB | RGB | HSV  | HSV | HSV |
| ---------------------- | ------- | --------- | --- | --- | --- | ---- | --- | --- |
| Magenta, fucsia o rubí |         | #CE4676   | 206 | 70  | 118 | 339° | 66% | 81% |
| Magenta                |         | #9E4F88   | 158 | 79  | 136 | 317° | 50% | 62% |

## Magenta aditivo (color secundario)

Producción de colores a partir de los primarios del sistema aditivo. Mezclando rojo, verde y azul se obtienen los secundarios cian, magenta y amarillo, y por mezclas sucesivas todos los demás colores.

En el sistema aditivo de síntesis de color, en el cual los colores se obtienen mezclando luz de color en lugar de pigmentos, el magenta es un color secundario. Los colores primarios de este sistema son el rojo, el verde y el azul; para obtener magenta hay que superponer luz azul y luz roja. Opcionalmente, podemos partir de la luz blanca, que contiene a todos los otros colores, y filtrar el verde, tras lo cual quedará solo la combinación de rojo y azul: magenta.
Este sistema aditivo de colores luz es el que utilizan los monitores y televisores para producir colores. En este sistema, un color se describe con valores numéricos para cada uno de sus componentes (rojo, verde y azul), indicando al rojo con «R», al verde con «G» y al azul con «B». En una escala de valores de 0 a 255, el magenta aditivo puro que se ve en el cuadro de la derecha se expresa como R=255 (rojo al valor máximo), G=0 (nada de verde) y B=255 (azul al valor máximo). Véase RGB.
Nótese que en la muestra de color magenta de la derecha no se dan los valores para el sistema sustractivo de cuatricromía (C, M, Y y K); esto es porque el espacio de color CMYK es menor que el espacio de color RGB. Es decir que mezclando colores luz se pueden lograr más colores que mezclando pigmentos. Por ese motivo algunos de los colores que se ven en un monitor de ordenador no pueden reproducirse fielmente en papel.

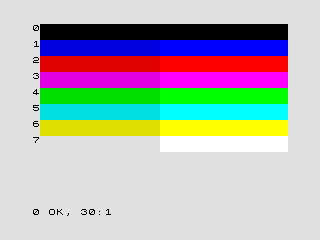
Pantalla de un ordenador Sinclair ZX Spectrum (1982) mostrando su paleta de 16 colores con dos tonos de magenta

Este magenta fue uno de los primeros colores que pudieron reproducir los ordenadores personales al abandonar la monocromía, a principios de los años 1980.

### Colores web
Los colores HTML establecidos por protocolos informáticos para su uso en páginas web incluyen el magenta que se muestra debajo. Como se ve, coincide con el magenta aditivo puro, y en programación puede invocárselo indistintamente con los nombres magenta (magenta) o fuchsia (fucsia).
|           | Magenta HTML o fuchsia X11 |
| HTML      | #FF00FF                    |
| RGB       | (255, 0, 255)              |
| HSV       | (300°, 100 %, 100 %)       |
| Protocolo | CSS / HTML / VGA / X11     |

Algunas coloraciones web relacionadas:
| Nombre HTML | Código hex R G B | Valores R G B | Valores H S L |
| ----------- | ---------------- | ------------- | ------------- |
| Violet      | EE82EE           | 238 130 238   | 300° 76% 72%  |
| HotPink     | FF69B4           | 255 105 180   | 330° 100% 71% |
| DeepPink    | FF1493           | 255 20 147    | 328° 100% 54% |
| DarkMagenta | 8B008B           | 139 0 139     | 300° 100% 27% |

## Color extra-espectral

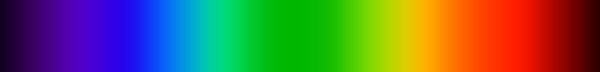
En el espectro de luz visible no hay magenta

La luz magenta no puede ser generada por una sola longitud de onda lumínica, por lo cual no está en el espectro de luz visible: lo cual no significa que no exista como color, es un color extra–espectral. Para que se produzca es necesaria una mezcla de longitudes de onda del color rojo y del color azul, o del violeta.

## En vexilología y heráldica

Escudo de la comuna de Magenta, Francia

Bandera del municipio de Cartago, Colombia

Lábaro cántabro

El magenta es un color extremadamente raro de hallar en banderas y escudos heráldicos, ya que su adopción data de épocas relativamente recientes. Sin embargo, existen algunos ejemplos de su uso:

### Escudo de Magenta (Francia)
La comuna de Magenta, en el departamento francés de Marne, lleva ese nombre en conmemoración de la batalla de Magenta, librada en junio de 1859 entre el Imperio francés y el Reino de Piamonte-Cerdeña, por un lado, y Imperio austrohúngaro por el otro. La descripción heráldica del blasón de la comuna indica que el campo del escudo debe estar cruzado por «una barra magenta al natural», eludiendo así el hecho de que los esmaltes heráldicos no incluyen al color magenta. Actualmente la comuna francesa de Magenta está hermanada con la comuna italiana homónima, de la cual tomó nombre la batalla.
Idéntico origen tiene el nombre del Bulevar de Magenta, en París.

### Bandera de Cartago (Colombia)
La bandera de Cartago, municipio del departamento colombiano del Valle del Cauca, incorpora específicamente al color magenta, descrito oficialmente como «morado magenta», que en este pabellón simboliza «la fe en las creencias religiosas, heredadas de nuestros antepasados, el recuerdo de nuestros prelados, el encendido color de nuestras gentes por las cuestiones que tienen relación directa con lo espiritual y la esperanza en un futuro mejor para todos los habitantes».

### Lábaro Cántabro (España)
El lábaro cántabro contemporáneo, oficialmente «símbolo identitario» del pueblo cántabro, al norte de España, conserva los colores magenta, específicamente «rojo púrpura», y oro del lábaro romano. Este último es descrito en las fuentes clásicas como «...bordado en oro y ornado con piedras preciosas, marcaba el Labarum purpúreo».

## Galería

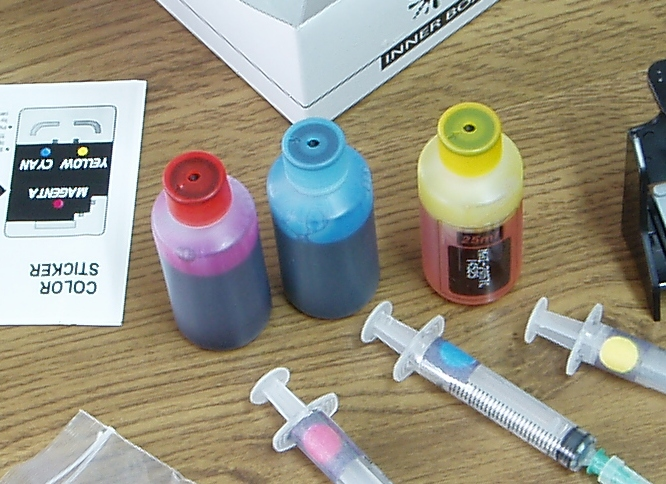
Tintas para rellenado de cartuchos de impresora; nótese el color magenta, a la izquierda
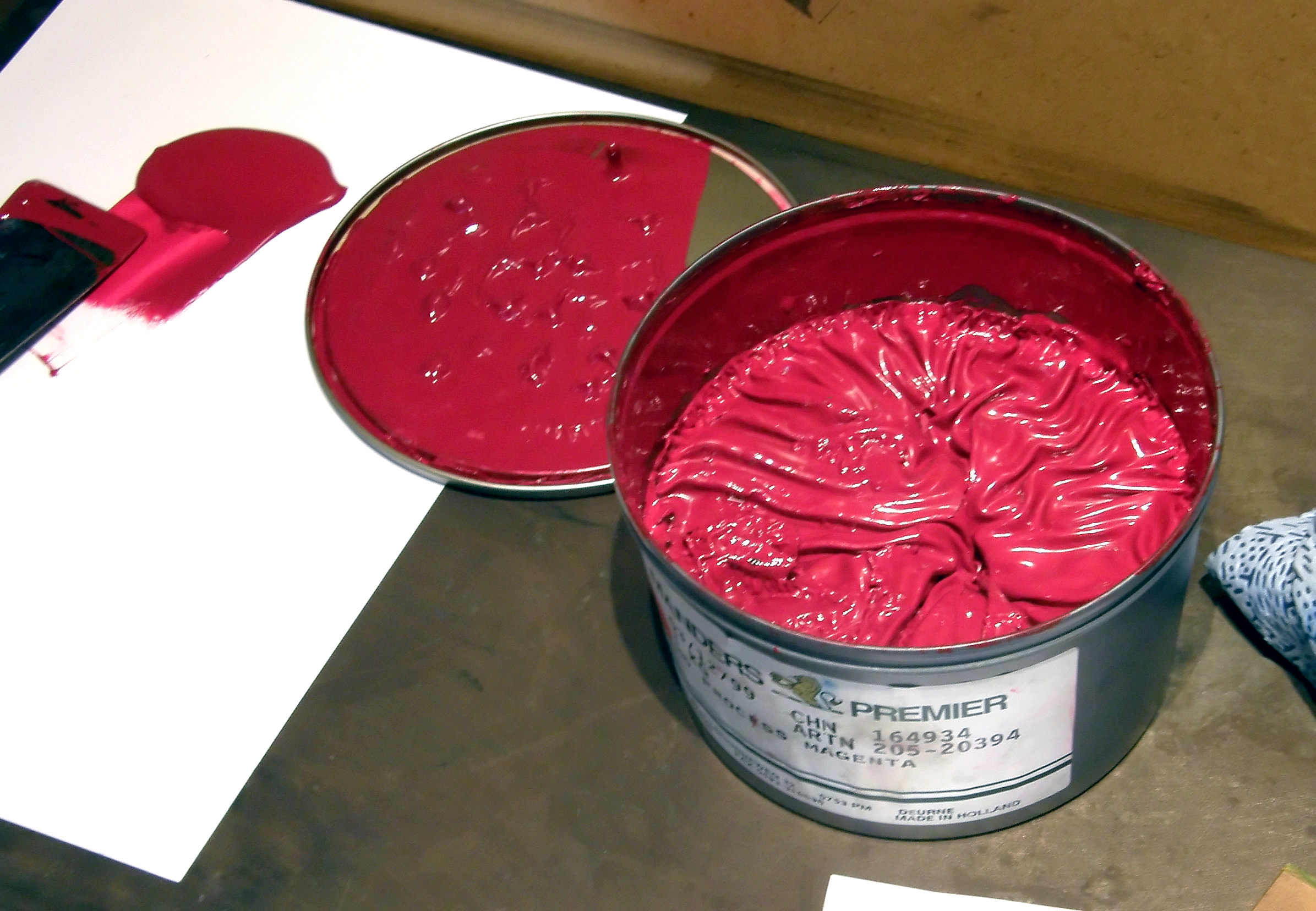
Tinta magenta de imprenta
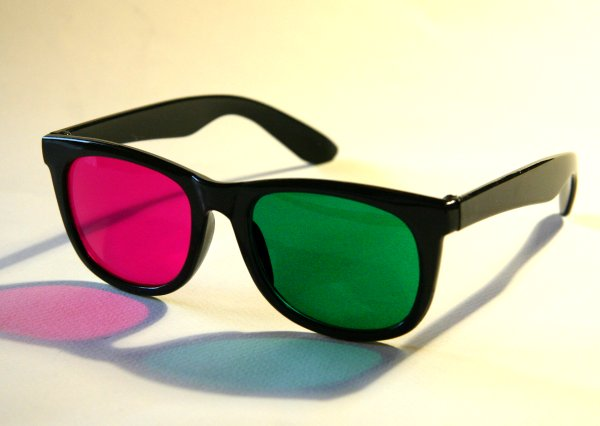
Gafas estereoscópicas con cristales magenta y verde
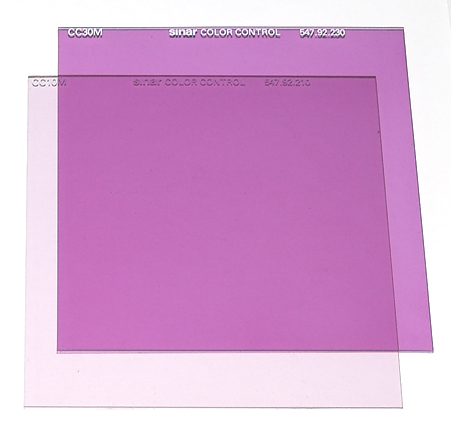
Filtros magenta de diferentes intensidades, usados para la corrección del color de la luz ambiental en fotografía
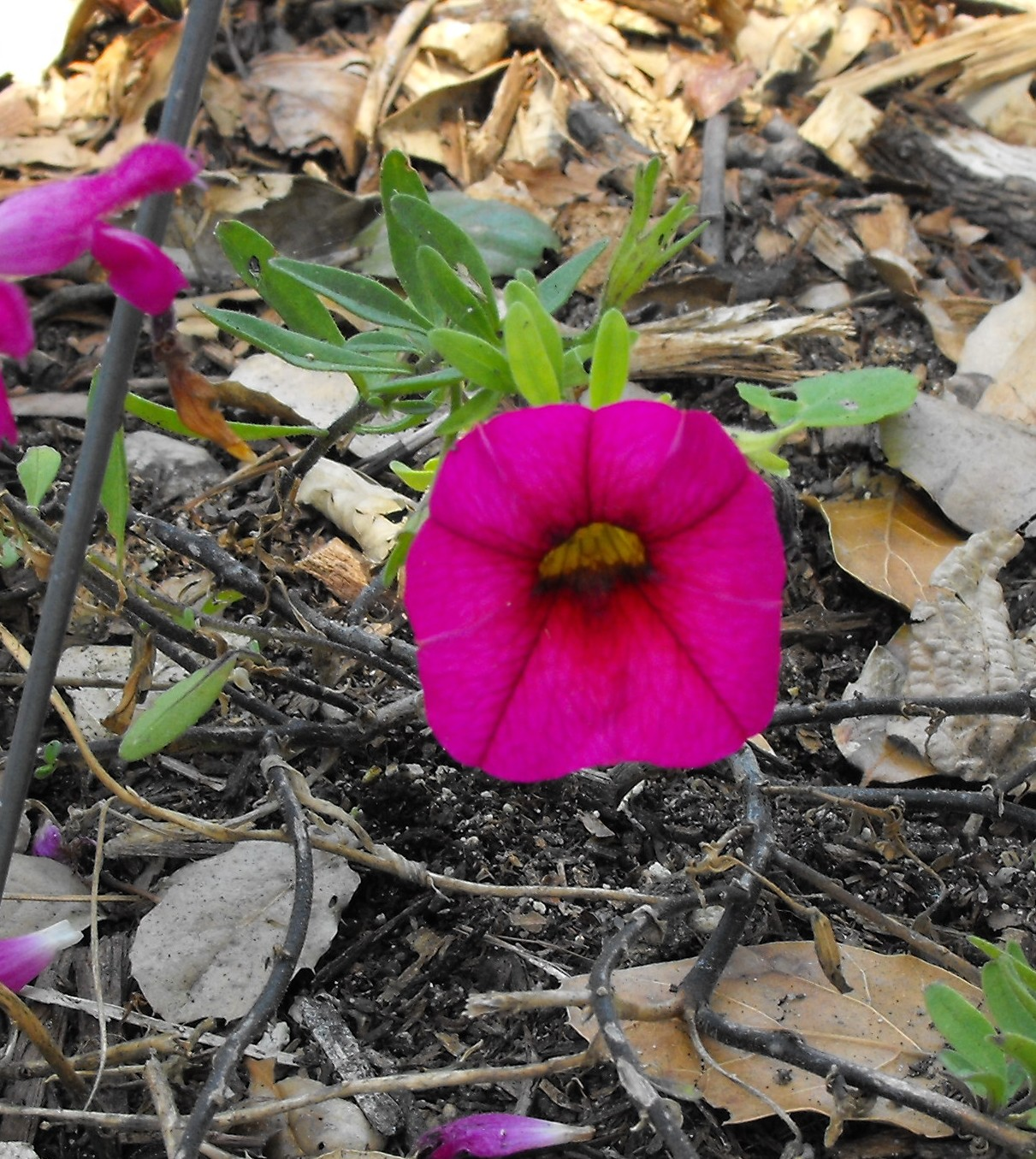
Floración de la variedad de Calibrachoa «Noa Magenta»
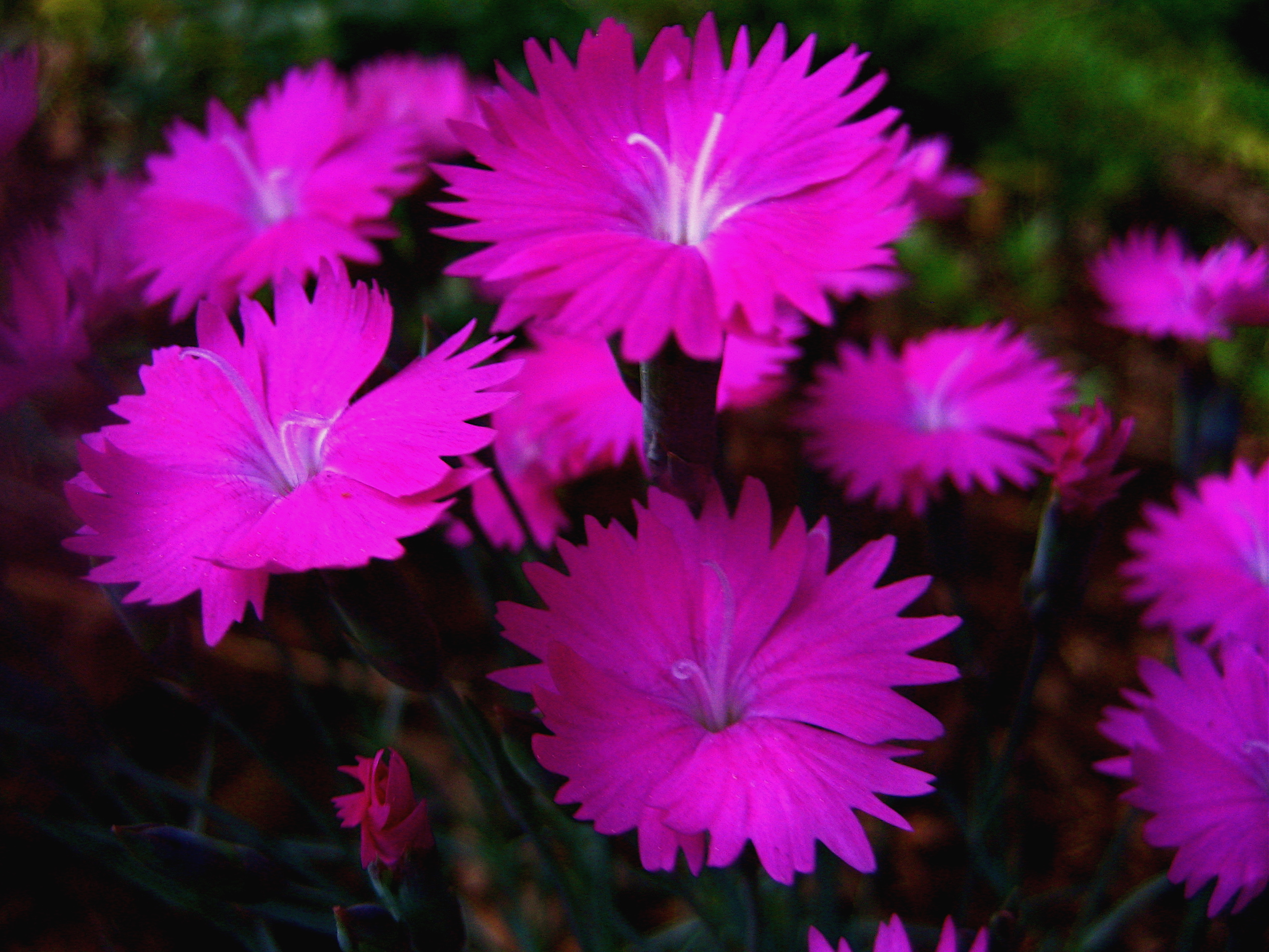
Clavel magenta
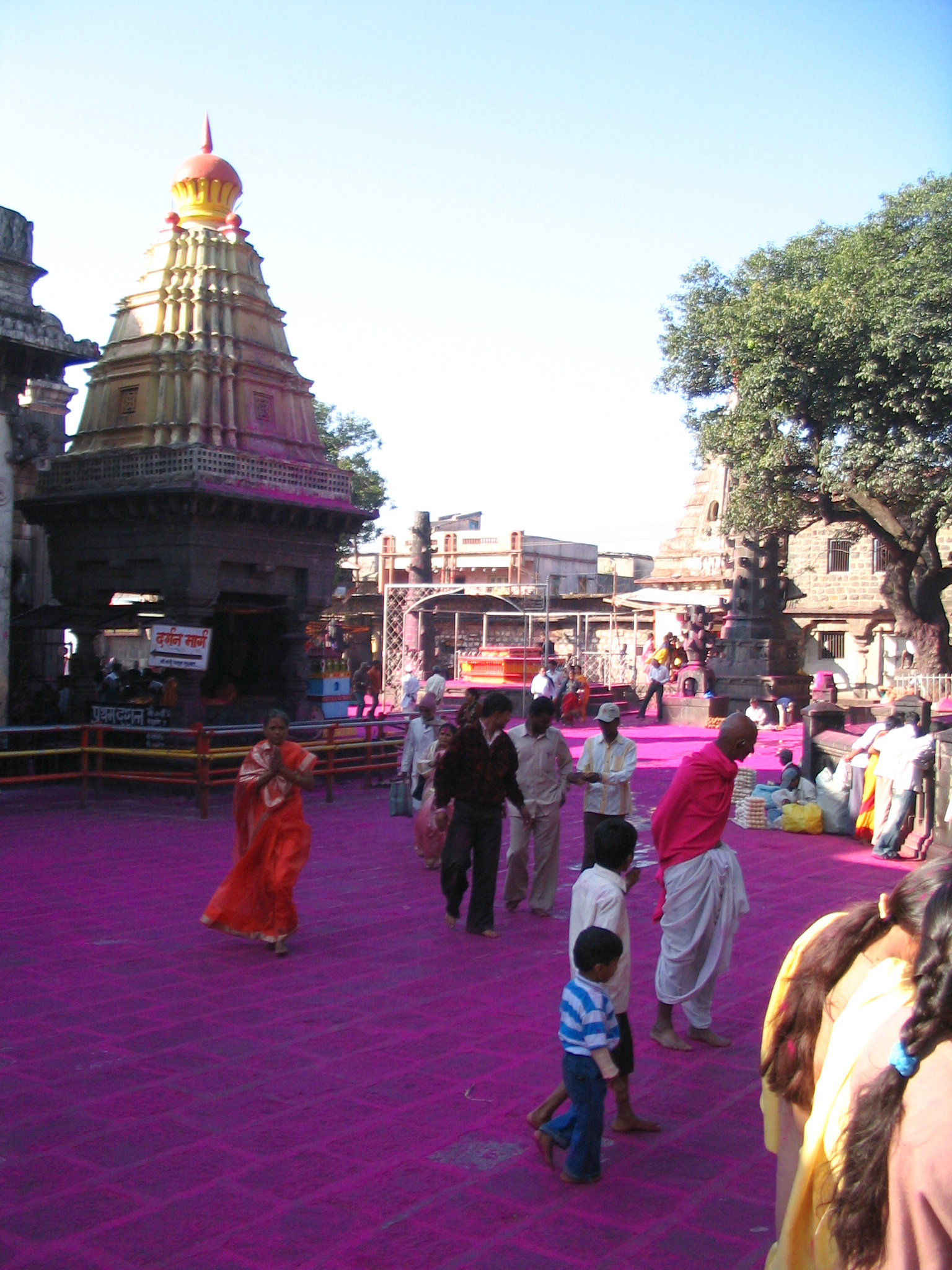
Acera coloreada de magenta, color con el que se homenajea al dios Jotiba, en un complejo de templos de Kolhapur, India
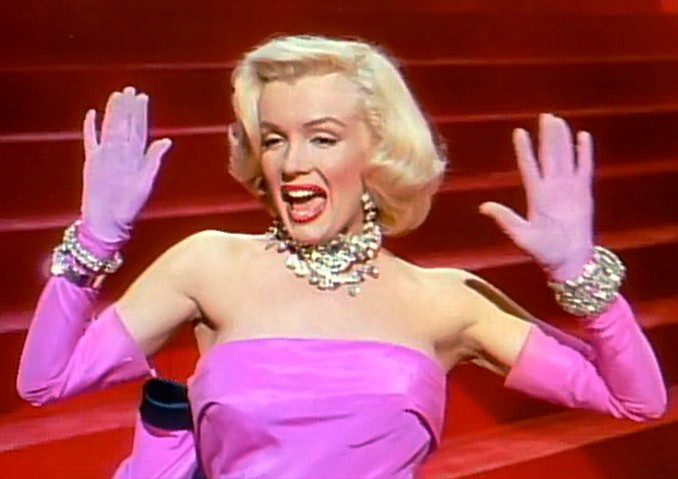
Moda: Marilyn Monroe en "Los caballeros las prefieren rubias"